# Peter Heppner/Konzerte und Tourneen
Dieser Artikel beinhaltet eine Auflistung aller absolvierten Konzerte und Tourneen des deutschen Synthiepop-Sängers Peter Heppner.

## Tourneen
- 01/2009–04/2009: Solo Tour
- 01/2010–10/2010: Clubtour
- 11/2012–04/2013: My Heart of Stone Tour
- 11/2014–09/2015: Peter Heppner Akustik 2014/15
- 10/2017–12/2017: 30 Years of Heppner
- 11/2018–04/2019: Confessions & Doubts Tour
- 09/2022–09/2023: Peter Heppner Akustik 2022/23
- 09/2022–12/2024: TanzZwang Tour
- 04/2025–04/2025: Am Leben / Alive Pre-Listening-Tour

## Konzerte
| Datum                 | Stadt                 | Veranstaltungsort         | Land         | Veranstaltung                       |
| --------------------- | --------------------- | ------------------------- | ------------ | ----------------------------------- |
| 15. Januar 2009       | Mainz                 | Phönix-Halle              | Deutschland  | Solo Tour                           |
| 18. Januar 2009       | Dresden               | Alter Schlachthof         | Deutschland  | Solo Tour                           |
| 22. Januar 2009       | Oberhausen            | Turbinenhalle             | Deutschland  | Solo Tour                           |
| 24. Januar 2009       | Hamburg               | Gruenspan                 | Deutschland  | Solo Tour                           |
| 25. Januar 2009       | Köln                  | Luxor                     | Deutschland  | Solo Tour                           |
| 29. Januar 2009       | Hannover              | Capitol                   | Deutschland  | Solo Tour                           |
| 30. Januar 2009       | Magdeburg             | Factory                   | Deutschland  | Solo Tour                           |
| 6. Februar 2009       | Berlin                | Kesselhaus                | Deutschland  | Solo Tour                           |
| 7. Februar 2009       | Stuttgart             | Liederhalle               | Deutschland  | Solo Tour                           |
| 13. Februar 2009      | Rostock               | Stadthalle                | Deutschland  | Solo Tour                           |
| 15. Februar 2009      | Leipzig               | Werk 2                    | Deutschland  | Solo Tour                           |
| 21. Februar 2009      | Chemnitz              | Stadthalle                | Deutschland  | Solo Tour                           |
| 3. April 2009         | Sankt Petersburg      | GlavClub                  | Russland     | Solo Tour                           |
| 4. April 2009         | Moskau                | Tochka                    | Russland     | Solo Tour                           |
| 8. August 2009        | Hildesheim            | Flugplatz                 | Deutschland  | M’era Luna Festival                 |
| 30. Januar 2010       | München               | Kulturzentrum Backstage   | Deutschland  | Clubtour                            |
| 31. Januar 2010       | Stuttgart             | Röhre                     | Deutschland  | Clubtour                            |
| 1. Februar 2010       | Aschaffenburg         | Colos-Saal                | Deutschland  | Clubtour                            |
| 4. Februar 2010       | Duisburg              | Pulp                      | Deutschland  | Clubtour                            |
| 5. Februar 2010       | Glauchau              | Alte Spinnerei            | Deutschland  | Clubtour                            |
| 6. Februar 2010       | Görlitz               | Landskron Kulturbrauerei  | Deutschland  | Clubtour                            |
| 7. Februar 2010       | Berlin                | Columbia Club             | Deutschland  | Clubtour                            |
| 17. September 2010    | Flensburg             | Roxy                      | Deutschland  | Clubtour                            |
| 18. September 2010    | Magdeburg             | Factory                   | Deutschland  | Clubtour                            |
| 23. September 2010    | Krefeld               | Kulturfabrik              | Deutschland  | Clubtour                            |
| 24. September 2010    | Braunschweig          | Meier Music Hall          | Deutschland  | Clubtour                            |
| 25. September 2010    | Neubrandenburg        | BAZ Halle                 | Deutschland  | Clubtour                            |
| 15. Oktober 2010      | Athen                 | Gagarin 205               | Griechenland | Clubtour                            |
| 27. Mai 2012          | Leipzig               | Agra-Halle                | Deutschland  | Wave-Gotik-Treffen                  |
| 23. November 2012     | Dresden               | Straße E                  | Deutschland  | My Heart of Stone Tour              |
| 24. November 2012     | Erfurt                | Gewerkschaftshaus         | Deutschland  | My Heart of Stone Tour              |
| 26. November 2012     | Dortmund              | FZW                       | Deutschland  | My Heart of Stone Tour              |
| 27. November 2012     | Köln                  | Live Music Hall           | Deutschland  | My Heart of Stone Tour              |
| 28. November 2012     | Bremen                | Schlachthof               | Deutschland  | My Heart of Stone Tour              |
| 30. November 2012     | Magdeburg             | AMO                       | Deutschland  | My Heart of Stone Tour              |
| 1. Dezember 2012      | Leipzig               | Anker                     | Deutschland  | My Heart of Stone Tour              |
| 2. Dezember 2012      | Berlin                | C-Club                    | Deutschland  | My Heart of Stone Tour              |
| 4. Dezember 2012      | Mannheim              | Alte Seilerei             | Deutschland  | My Heart of Stone Tour              |
| 5. Dezember 2012      | München               | Kulturzentrum Backstage   | Deutschland  | My Heart of Stone Tour              |
| 6. Dezember 2012      | Nürnberg              | Hirsch                    | Deutschland  | My Heart of Stone Tour              |
| 1. März 2013          | Hamburg               | Markthalle                | Deutschland  | My Heart of Stone Tour              |
| 2. März 2013          | Rostock               | M.A.U. Club               | Deutschland  | My Heart of Stone Tour              |
| 3. März 2013          | Potsdam               | Waschhaus                 | Deutschland  | My Heart of Stone Tour              |
| 5. März 2013          | Frankfurt am Main     | Batschkapp                | Deutschland  | My Heart of Stone Tour              |
| 6. März 2013          | Braunschweig          | Meier Music Hall          | Deutschland  | My Heart of Stone Tour              |
| 8. März 2013          | Glauchau              | Alte Spinnerei            | Deutschland  | My Heart of Stone Tour              |
| 9. März 2013          | Görlitz               | Landskron Kulturbrauerei  | Deutschland  | My Heart of Stone Tour              |
| 19. April 2013        | Athen                 | Kyttaro                   | Griechenland | My Heart of Stone Tour              |
| 25. April 2013        | Moskau                | Moscow Hall               | Russland     | My Heart of Stone Tour              |
| 26. April 2013        | Sankt Petersburg      | Avrora Club               | Russland     | My Heart of Stone Tour              |
| 21. Juli 2013         | Köln                  | Staatenhaus am Rheinpark  | Deutschland  | Amphi Festival                      |
| 6. September 2014     | Deutzen               | Kulturpark                | Deutschland  | Nocturnal Culture Night             |
| 16. November 2014     | Bochum                | Christuskirche            | Deutschland  | Peter Heppner Akustik 2014/15       |
| 19. November 2014     | Berlin                | Admiralspalast            | Deutschland  | Peter Heppner Akustik 2014/15       |
| 21. November 2014     | Dresden               | Filmtheater Schauburg     | Deutschland  | Peter Heppner Akustik 2014/15       |
| 22. November 2014     | Dresden               | Filmtheater Schauburg     | Deutschland  | Peter Heppner Akustik 2014/15       |
| 28. November 2014     | Hamburg               | Laeiszhalle               | Deutschland  | Peter Heppner Akustik 2014/15       |
| 4. Dezember 2014      | Mannheim              | Capitol                   | Deutschland  | Peter Heppner Akustik 2014/15       |
| 3. April 2015         | Zürich                | Limmathaus                | Schweiz      | Der schwarze Ball                   |
| 16. September 2015    | Hannover              | Markuskirche              | Deutschland  | Peter Heppner Akustik 2014/15       |
| 17. September 2015    | Chemnitz              | Stadthalle                | Deutschland  | Peter Heppner Akustik 2014/15       |
| 19. September 2015    | Rostock               | Stadthalle                | Deutschland  | Peter Heppner Akustik 2014/15       |
| 20. September 2015    | Potsdam               | Nikolaisaal               | Deutschland  | Peter Heppner Akustik 2014/15       |
| 22. September 2015    | Dresden               | Filmtheater Schauburg     | Deutschland  | Peter Heppner Akustik 2014/15       |
| 23. September 2015    | Wien                  | Theater Akzent            | Österreich   | Peter Heppner Akustik 2014/15       |
| 25. September 2015    | München               | Gasteig Carl Orff Saal    | Deutschland  | Peter Heppner Akustik 2014/15       |
| 26. September 2015    | Erfurt                | Stadtgarten               | Deutschland  | Peter Heppner Akustik 2014/15       |
| 28. September 2015    | Leipzig               | Gewandhaus                | Deutschland  | Peter Heppner Akustik 2014/15       |
| 29. September 2015    | Stuttgart             | Theaterhaus               | Deutschland  | Peter Heppner Akustik 2014/15       |
| 30. September 2015    | Köln                  | Gloria-Theater            | Deutschland  | Peter Heppner Akustik 2014/15       |
| 23. Juli 2016         | Köln                  | Tanzbrunnen               | Deutschland  | Amphi Festival                      |
| 3. September 2016     | Windeck               | Kabelmetal                | Deutschland  | Schwingungen Festival               |
| 4. November 2016      | Leipzig               | Haus Auensee              | Deutschland  | Gothic Meets Klassik                |
| 5. November 2016      | Leipzig               | Gewandhaus                | Deutschland  | Gothic Meets Klassik                |
| 27. April 2017        | Sankt Petersburg      | Aurora Hall               | Russland     | Einzelkonzert                       |
| 28. April 2017        | Moskau                | VOLTA club                | Russland     | Einzelkonzert                       |
| 4. Juni 2017          | Leipzig               | Kohlrabizirkus            | Deutschland  | Wave-Gotik-Treffen                  |
| 14. Oktober 2017      | Hameln                | Rattenfänger-Halle        | Deutschland  | Autumn Moon                         |
| 31. Oktober 2017      | Barcelona             | Nocturna Festival         | Spanien      | 30 Years of Heppner                 |
| 17. November 2017     | München               | Kulturzentrum Backstage   | Deutschland  | 30 Years of Heppner                 |
| 18. November 2017     | Krefeld               | Kulturfabrik              | Deutschland  | 30 Years of Heppner                 |
| 19. November 2017     | Bremen                | Aladin Music Hall         | Deutschland  | 30 Years of Heppner                 |
| 23. November 2017     | Dresden               | Alter Schlachthof         | Deutschland  | 30 Years of Heppner                 |
| 24. November 2017     | Erfurt                | Gewerkschaftshaus         | Deutschland  | 30 Years of Heppner                 |
| 25. November 2017     | Potsdam               | Waschhaus                 | Deutschland  | 30 Years of Heppner                 |
| 2. Dezember 2017      | Warschau              | Progresja Music Zone      | Polen        | 30 Years of Heppner                 |
| 13. Juli 2018         | Königstein            | Festung Königstein        | Deutschland  | Festung Königstein Open Air         |
| 12. August 2018       | Hildesheim            | Flugplatz                 | Deutschland  | M’era Luna Festival                 |
| 15. November 2018     | Hamburg               | Markthalle                | Deutschland  | Confessions & Doubts Tour           |
| 16. November 2018     | Rostock               | M.A.U. Club               | Deutschland  | Confessions & Doubts Tour           |
| 17. November 2018     | Berlin                | Huxleys neue Welt         | Deutschland  | Confessions & Doubts Tour           |
| 29. November 2018     | Hannover              | Musikzentrum              | Deutschland  | Confessions & Doubts Tour           |
| 30. November 2018     | Leipzig               | Haus Leipzig              | Deutschland  | Confessions & Doubts Tour           |
| 1. Dezember 2018      | Glauchau              | Alte Spinnerei            | Deutschland  | Confessions & Doubts Tour           |
| 8. Dezember 2018      | Magdeburg             | Factory                   | Deutschland  | Confessions & Doubts Tour           |
| 9. Dezember 2018      | Nürnberg              | Hirsch                    | Deutschland  | Confessions & Doubts Tour           |
| 11. Dezember 2018     | Stuttgart             | Im Wizemann               | Deutschland  | Confessions & Doubts Tour           |
| 12. Dezember 2018     | Zürich                | X-TRA                     | Schweiz      | Confessions & Doubts Tour           |
| 14. Dezember 2018     | Oberhausen            | Kulttempel                | Deutschland  | Confessions & Doubts Tour           |
| 15. Dezember 2018     | Langen                | Neue Stadthalle           | Deutschland  | Confessions & Doubts Tour           |
| 16. Dezember 2018     | Köln                  | Live Music Hall           | Deutschland  | Confessions & Doubts Tour           |
| 11. April 2019        | Potsdam               | Waschhaus                 | Deutschland  | Confessions & Doubts Tour           |
| 12. April 2019        | Görlitz               | Landskron Kulturbrauerei  | Deutschland  | Confessions & Doubts Tour           |
| 13. April 2019        | Jena                  | F-Haus                    | Deutschland  | Confessions & Doubts Tour           |
| 19. April 2019        | Sankt Petersburg      | Club Zal                  | Russland     | Confessions & Doubts Tour           |
| 20. April 2019        | Moskau                | TEATR Club                | Russland     | Confessions & Doubts Tour           |
| 21. April 2019        | Jekaterinburg         | Dom Pechati               | Russland     | Confessions & Doubts Tour           |
| 25. April 2019        | München               | Kulturzentrum Backstage   | Deutschland  | Confessions & Doubts Tour           |
| 26. April 2019        | Mannheim              | MS-Connexion              | Deutschland  | Confessions & Doubts Tour           |
| 27. April 2019        | Braunschweig          | Lokpark Braunschweig      | Deutschland  | Confessions & Doubts Tour           |
| 28. April 2019        | Krefeld               | Kulturfabrik              | Deutschland  | Confessions & Doubts Tour           |
| 3. August 2019        | Schwedt/Oder          | Uckermärkische Bühnen     | Deutschland  | Odertal-Festspiele                  |
| 9. August 2019        | Wolfsburg             | Autostadt                 | Deutschland  | Autostadt Sommerfestival            |
| 25. Dezember 2019     | Chemnitz              | Stadthalle                | Deutschland  | Dark Storm Festival                 |
| 5. September 2020     | Deutzen               | Kulturpark                | Deutschland  | Nocturnal Culture Night             |
| 17. September 2020    | Mönchengladbach       | SparkassenPark            | Deutschland  | Strandkorb Open Air                 |
| 5. August 2021        | Gelsenkirchen         | Circus Probst             | Deutschland  | Kultursommer im Revier              |
| 19. August 2021       | Hannover              | acht&siebzig              | Deutschland  | Einzelkonzert                       |
| 20. August 2021       | Leipzig               | Parkbühne                 | Deutschland  | Einzelkonzert                       |
| 27. August 2021       | Meschede              | ChillinHennesee           | Deutschland  | Live am See                         |
| 30. Oktober 2021      | Wangels               | Weißenhäuser Strand       | Deutschland  | Plage Noire                         |
| 2. Juli 2022          | Neuenhagen bei Berlin | Arche                     | Deutschland  | Sommerwind Open Air                 |
| 15. Juli 2022         | Bad Zwischenahn       | Park der Gärten           | Deutschland  | Zu Gast im Park                     |
| 26. August 2022       | Weißenfels            | Marktplatz                | Deutschland  | Altstadtfest                        |
| 1. September 2022     | Hamburg               | Gruenspan                 | Deutschland  | Peter Heppner Akustik 2022/23       |
| 2. September 2022     | Hannover              | Markuskirche              | Deutschland  | Peter Heppner Akustik 2022/23       |
| 3. September 2022     | Berlin                | Passionskirche            | Deutschland  | Peter Heppner Akustik 2022/23       |
| 6. September 2022     | Bochum                | Christuskirche            | Deutschland  | Peter Heppner Akustik 2022/23       |
| 7. September 2022     | Stuttgart             | Theaterhaus               | Deutschland  | Peter Heppner Akustik 2022/23       |
| 9. September 2022     | München               | Kulturzentrum Backstage   | Deutschland  | Peter Heppner Akustik 2022/23       |
| 10. September 2022    | Leipzig               | Peterskirche              | Deutschland  | Peter Heppner Akustik 2022/23       |
| 11. September 2022    | Dresden               | Filmtheater Schauburg     | Deutschland  | Peter Heppner Akustik 2022/23       |
| 12. September 2022    | Dresden               | Filmtheater Schauburg     | Deutschland  | Peter Heppner Akustik 2022/23       |
| 14. September 2022    | Erfurt                | Alte Oper                 | Deutschland  | Peter Heppner Akustik 2022/23       |
| 23. September 2022    | Oberhausen            | Kulttempel                | Deutschland  | TanzZwang Tour                      |
| 29. September 2022    | München               | Kulturzentrum Backstage   | Deutschland  | TanzZwang Tour                      |
| 1. Oktober 2022       | Leipzig               | Moritzbastei              | Deutschland  | TanzZwang Tour                      |
| 7. Oktober 2022       | Dresden               | Puschkin                  | Deutschland  | TanzZwang Tour                      |
| 8. Oktober 2022       | Chemnitz              | Brauclub                  | Deutschland  | TanzZwang Tour                      |
| 4. November 2022      | Berlin                | Franz-Club                | Deutschland  | TanzZwang Tour                      |
| 5. November 2022      | Frankfurt (Oder)      | Kamea Club                | Deutschland  | TanzZwang Tour                      |
| 12. November 2022     | Zürich                | X-TRA                     | Schweiz      | Der schwarze Ball                   |
| 21. Juli 2023         | Dresden               | Wasserwerk Saloppe        | Deutschland  | Saloppe Open-Air                    |
| 1. September 2023     | Jena                  | Zeiss-Planetarium         | Deutschland  | Peter Heppner Akustik 2022/23       |
| 2. September 2023 (1) | Jena                  | Zeiss-Planetarium         | Deutschland  | Peter Heppner Akustik 2022/23       |
| 2. September 2023 (2) | Jena                  | Zeiss-Planetarium         | Deutschland  | Peter Heppner Akustik 2022/23       |
| 8. September 2023     | Neuruppin             | Kulturkirche Fontanestadt | Deutschland  | Peter Heppner Akustik 2022/23       |
| 9. September 2023     | Potsdam               | Nikolaisaal               | Deutschland  | Peter Heppner Akustik 2022/23       |
| 14. September 2023    | Köln                  | Kulturkirche              | Deutschland  | Peter Heppner Akustik 2022/23       |
| 15. September 2023    | Mainz                 | Frankfurter Hof           | Deutschland  | Peter Heppner Akustik 2022/23       |
| 16. September 2023    | Stralsund             | St.-Jakobi-Kirche         | Deutschland  | Peter Heppner Akustik 2022/23       |
| 17. September 2023    | Schwedt/Oder          | Uckermärkische Bühnen     | Deutschland  | Peter Heppner Akustik 2022/23       |
| 3. November 2023      | Hamburg               | Headcrash                 | Deutschland  | TanzZwang Tour                      |
| 4. November 2023      | Hannover              | Musikzentrum              | Deutschland  | TanzZwang Tour                      |
| 17. November 2023     | Zwickau               | Club Seilerstraße         | Deutschland  | TanzZwang Tour                      |
| 18. November 2023     | Görlitz               | L2 Club                   | Deutschland  | TanzZwang Tour                      |
| 24. November 2023     | Potsdam               | Waschhaus                 | Deutschland  | TanzZwang Tour                      |
| 25. November 2023     | Halle (Saale)         | Capitol                   | Deutschland  | TanzZwang Tour                      |
| 1. Dezember 2023      | Wiesbaden             | Schlachthof               | Deutschland  | TanzZwang Tour                      |
| 2. Dezember 2023      | Köln                  | Luxor                     | Deutschland  | TanzZwang Tour                      |
| 20. April 2024        | Bischofswerda         | East Club                 | Deutschland  | TanzZwang Tour                      |
| 3. Mai 2024           | Erfurt                | Club from Hell            | Deutschland  | TanzZwang Tour                      |
| 17. Mai 2024          | Leipzig               | Agra-Halle                | Deutschland  | Wave-Gotik-Treffen                  |
| 18. Mai 2024          | Leipzig               | Peterskirche              | Deutschland  | Wave-Gotik-Treffen                  |
| 28. Juli 2024         | Köln                  | Tanzbrunnen               | Deutschland  | TanzZwang Tour                      |
| 13. September 2024    | Karlsruhe             | Die Stadtmitte            | Deutschland  | TanzZwang Tour                      |
| 20. September 2024    | Rostock               | M.A.U. Club               | Deutschland  | TanzZwang Tour                      |
| 21. September 2024    | Berlin                | Hole 44                   | Deutschland  | TanzZwang Tour                      |
| 27. September 2024    | Flensburg             | Retro Music Hall          | Deutschland  | TanzZwang Tour                      |
| 28. September 2024    | Schwerin              | Club Zenit                | Deutschland  | TanzZwang Tour                      |
| 2. Oktober 2024       | Braunschweig          | KufA-Haus                 | Deutschland  | TanzZwang Tour                      |
| 4. Oktober 2024       | Chemnitz              | Brauclub                  | Deutschland  | TanzZwang Tour                      |
| 5. Oktober 2024       | Halle (Saale)         | Capitol                   | Deutschland  | TanzZwang Tour                      |
| 29. November 2024     | Augsburg              | Kantine                   | Deutschland  | TanzZwang Tour                      |
| 30. November 2024     | Ludwigsburg           | Four Runners              | Deutschland  | TanzZwang Tour                      |
| 7. Dezember 2024      | Gießen                | Musik- und Kunstverein    | Deutschland  | TanzZwang Tour                      |
| 15. April 2025        | Stuttgart             | Im Wizemann               | Deutschland  | Am Leben / Alive Pre-Listening-Tour |
| 16. April 2025        | Nürnberg              | Hirsch                    | Deutschland  | Am Leben / Alive Pre-Listening-Tour |
| 17. April 2025        | Frankfurt am Main     | Das Bett                  | Deutschland  | Am Leben / Alive Pre-Listening-Tour |
| 19. April 2025        | Schwerin              | Club Zenit                | Deutschland  | Am Leben / Alive Pre-Listening-Tour |
| 20. April 2025        | Magdeburg             | Factory                   | Deutschland  | Am Leben / Alive Pre-Listening-Tour |
| 21. April 2025        | Jena                  | F-Haus                    | Deutschland  | Am Leben / Alive Pre-Listening-Tour |
| 23. April 2025        | Bochum                | Zeche                     | Deutschland  | Am Leben / Alive Pre-Listening-Tour |
| 24. April 2025        | Köln                  | Die Kantine               | Deutschland  | Am Leben / Alive Pre-Listening-Tour |
| 25. April 2025        | Hannover              | Musikzentrum              | Deutschland  | Am Leben / Alive Pre-Listening-Tour |
| 26. April 2025        | Leipzig               | Anker                     | Deutschland  | Am Leben / Alive Pre-Listening-Tour |

Entfallene Konzerte
- 16. Januar 2009:  Nürnberg – Löwensaal[14]
- 17. Januar 2009:  Giesen – Hessenhallen[14][15]
- 23. Januar 2009:  Erfurt – Thüringenhalle (zunächst vom 5. Dezember 2008 verlegt)[14][16]
- 28. Januar 2009:  Münster – Halle Münsterland[17][18]
- 31. Januar 2009:  Bremen – Pier 2[14]
- 8. Februar 2009:  München – Tonhalle[14]
- 14. Februar 2009:  Kiel – Halle400[17][18]
- 20. Februar 2009:  Wien – Gasometer[17][18]

## Trivia
- Bei jedem seiner Konzerte hat Heppner vor sich einen Notenständer mit seinem „Textbuch“ stehen, von welchem er jederzeit den Liedtext und die Liederreihenfolge ablesen kann. In einem Interview sagte es folgendes dazu: „Das ist sozusagen als Gedächtnisstütze, damit ich mich nicht die ganze Zeit darauf konzentrieren muß, den Text zu behalten, sondern damit ich mich darauf konzentrieren kann, ihn zu singen. Ich bin ja kein Gedächtniskünstler, ich bin Sänger. Ich kann es mir nicht so merken und darum nehme ich doch ein Textbuch mit, bevor ich irgendwelche Scheiße bau.“[19] Das Mitnehmen seines Textbuches macht er schon seit den Anfängen mit Wolfsheim.
- Bei 30 Years of Heppner, den Akustikkonzerten zwischen 2014 und 2017 sowie den Jahren 2022 und 2023 spielte Heppner zum Abschluss seiner Konzerte das Anna-Sten-Cover Ich weiß nicht, zu wem ich gehöre aus dem deutschen Filmdrama Stürme der Leidenschaft von 1931.
- Bei Peter Heppner Akustik 2022/23 spielte er während der Zugabe das von Bertolt Brecht getextete und Kurt Weill komponierte Stück Surabaya Johnny, aus der Theaterkomödie Happy End.